# Белина (девица)
Вижте пояснителната страница за други личности с името Белина.
Света Белина е римокатолическа девица и мъченица. Селско момиче от Троа, Франция, тя е заплашена с изнасилване от областния феодал. Тя отклонява неговите атаки и умира в защита на девствеността си. Канонизирана е от Инокентий III през 1203.